# 강혁 (래퍼)
강혁(2000년 5월 4일 ~ )은 대한민국의 래퍼다. 2024년 08월 25일 싱글 앨범 [CLUB]으로 데뷔했다.

## 방송
- 랩:퍼블릭 (2024)

## 음반
- TURN (2023)
- CLUB (2023)
- VAMP (2023)
- ADHD SOUND (2024)
- BAT (2024)
- CYBER TRUCK (2024)

## 기타
- PERMM <ƁĄƊ§> (2024) - 작사/작곡/피처링
- Yung zinn <BANGER INDUSTRY> (2024) - 작사/작곡/피처링